# كامب روك
معسكر الروك (بالإنجليزية: Camp Rock)‏ هو أحد أفلام قناة ديزني من بطولة الإخوة جوناس وديمي لوفاتو. عُرض لأول مرة على قناة ديزني الأمريكية في 20 يونيو 2008.

## القصة
تدور القصة حول فتاة تُدعى « متشي تورس » التي تحلم بأن تصبح مغنية مشهورة ولكنها تخشى الغناء أمام الجمهور. فتقرر الذهاب لمعسكر يُدعى معسكر الروك. وحيث أن عائلة متشي لا تستطيع دفع التكاليف لإلحاقها بالمعسكر تُقرر أم متشي بأن تتكفل بجلب الطعام للمعسكر حتى تستطيع ابنتها دخوله. وهناك تبدأ الأحداث مع أفراد المعسكر والشاب المشهور شين قراي. الذي اضطر لدخول المعسكر لتحسين سمعته. وهناك تبدأ مغامراتها الكوميدية بطريقة موسيقية هناك في المخيم الكل يهتم بالغنى لا الموهبة لذلك تكذب بشأن هويتها وتتعرف على شين الشاب المشهور الذي هو في قرارته شاب لطيف.

## الممثلين
- متشي تورس - ديمي لوفاتو
- شين قراي - جو جوناس

## روابط خارجية
- كامب روك على موقع IMDb (الإنجليزية)
- كامب روك على موقع ميتاكريتيك (الإنجليزية)
- كامب روك على موقع روتن توميتوز (الإنجليزية)
- كامب روك على موقع ألو سيني (الفرنسية)
- كامب روك على موقع أول موفي (الإنجليزية)
- كامب روك على موقع فيلمافينيتي (الإسبانية)
- كامب روك على موقع قاعدة بيانات الأفلام السويدية (السويدية)
- كامب روك على موقع قاعدة بيانات الفيلم (الإنجليزية)
- كامب روك على موقع ليتربوكسد (الإنجليزية)
- كامب روك على موقع كينوبويسك (الروسية)